# Rhinognatha nubifascia
Rhinognatha nubifascia är en fjärilsart som beskrevs av George Francis Hampson 1893. Rhinognatha nubifascia ingår i släktet Rhinognatha och familjen nattflyn. Inga underarter finns listade.